# Inga Loarp
Inga Anna Margareta Loarp, född 10 september 1921 i Linköpings församling, Östergötlands län, död 24 september 2016, Landeryds församling, Östergötlands län, var en svensk bildkonstnär verksam i Linköping inom skulptur, grafik och akvarell.
Dotter till frisörmästare Arvid och Alida Eriksson. Inga gick kurser vid sidan av arbetet, hon studerade olika konstformer - oljemålning för Leoo Verde och Rolf Trolle. Kroki för Sven Isacsson, P.O Zakrisson och Walter Petersson. Skulptur för H Racka, R.M. Käck, L Berglund. Grafikkurser på Lunnevads folkhögskola i Bild och Form. Samt Konstvetenskap 40 p vid Linköpings universitet.
Inga medverkade vid en mängd samlingsutställningar. Hon var medlem i Linköpingskonstnärerna och fanns representerad vid exempelvis Nygårdsmagasinet 1972, Östergötlands länsmuseum 1974, Stenhusgården 1975-82, biblioteket i Mjölby 1977, -80, -83, Liljevalchs vårsalong 1978, Östgöta konstförenings vårsalong 1982-83, Thesalongen Norrköping 1983, Östgötabanken 1983 samt Vadstena rådhus 1984. Vid sidan av eget skapande undervisade Inga i keramik vid SKS, TBV och Lunnevads folkhögskola 1985-1988.

Representerad/inköp av: Östgötlands läns Landsting, Mjölby kommun, Vadstena kommun, Brandstodsbolaget (Länsförsäkringar), Folksam.
Medlem i Linköpingskonstnärerna LK (numer Konstnärsföreningen Alka) 1975-2016.